# SignWriting

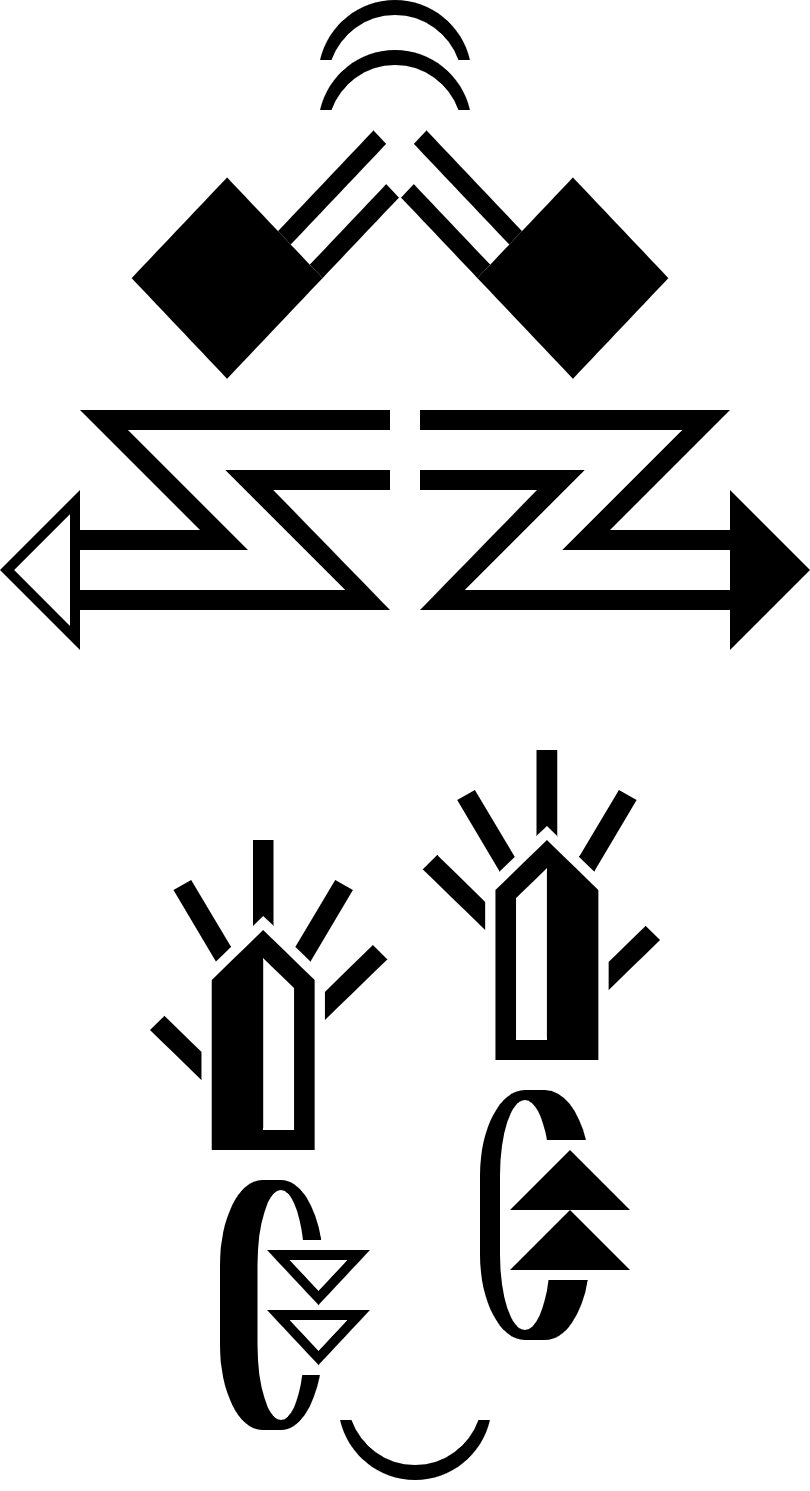
Exemplo de SignWriting

SignWriting (escrita gestual, ou escrita de sinais) é um sistema de escrita das línguas gestuais (no Brasil, línguas de sinais). SignWriting expressa os movimentos as forma das mãos, as marcas não-manuais e os pontos de articulação. Até agora, as únicas formas de registo das línguas gestuais eram em vídeo-cassetes, registo que continua a ser uma forma valiosa para a comunidade surda. Acrescenta-se, agora, a essa forma, a escrita das línguas, um sistema que mostra a forma das línguas de sinais.  Não segue a ordem usual de outros sistemas de escrita, nem a ordem da língua oral do país onde está inserida. 
Foi desenvolvida em 1974 por Valerie Sutton, uma dançarina, que havia, dois anos antes, desenvolvido a DanceWriting. Foi, então, na Dinamarca registada a primeira página de uma longa história: a criação de um sistema de escrita de línguas gestuais. Conforme os registos feitos pela Valerie Sutton na homepage do SignWriting, em 1974, a Universidade de Copenhaga solicitou a Sutton que registasse os gestos gravados em vídeo. As primeiras formas foram inspiradas no sistema escrito de danças.
Embora não tenha sido o primeiro sistema de escrita para línguas gestuais, a SignWriting foi a primeira que conseguiu representar adequadamente as expressões faciais e as nuances de postura do gestuante, ou a incluir informações como, por exemplo, se a frase é longa ou curta. É o único sistema que é usado em base regular, por exemplo, para publicar informações universitárias em ASL, etc.
Em 1977, o Dr. Judy Shepard-Kegl organizou o primeiro workshop sobre SignWriting para a Sociedade de Lingüística de Nova Inglaterra, nos Estados Unidos. Nesse ano, o primeiro grupo de surdos adultos a aprender o sistema foi um grupo do Teatro Nacional de Surdos, em Connecticut. A primeira história escrita em SignWriting publicada foi: Goldilocks and the three bears. Em 1978, as primeiras aulas em vídeo foram editadas. Em 1979, Valerie Sutton trabalhou com uma equipa do Instituto Técnico Nacional para Surdos, em Rochester, prestando assistência na elaboração de uma série de panfletos, chamados The Techinical Signs Manual, que usaram ilustrações em SignWriting.
Na década de 1980, Sutton apresentou um trabalho, no Simpósio Nacional em Pesquisa e Ensino da Língua de Sinais, intitulado Uma Forma de Analisar a ASL e Qualquer Outra Língua Gestual Sem Passar Pela Tradução da Língua Falada. Depois disso, SignWriting começou desenvolver-se cada vez mais. De um sistema escrito à mão,passou a um sistema possível de ser escrito no computador.
Através do computador, a SignWriting começou a tornar-se muito mais popular nos Estados Unidos. O sistema evoluiu ao longo dos anos, não mais tendo a forma como foi criado, em 1974.
Em Portugal, faz parte do programa escolar da Escola Superior de Educação de Coimbra, do curso de LGP, vertente de formação. No Brasil, também o curso de Letras Libras, na Universidade Federal de Santa Catarina, existe esta disciplina.
Não há informação precisa de quantos países usam este sistema de escrita.
Antigamente, usuários da língua gestual não tinham como escrever na sua própria língua. Isto quer dizer que para escrever usam o português escrito, a sua segunda língua. Nesta língua encontram muitas dificuldades de expressão. A produção escrita dos surdos é quase inexistente, limita-se a comunicações básicas efectuadas com dificuldade. Na leitura, por norma, mesmo depois de muitos anos de escolaridade, a compreensão é limitada. Com a SignWriting, existe a possibilidade de os Surdos escreverem no seu próprio idioma, sem terem de usar uma língua oral.